# Phare de l'île Falkner
Pour les articles homonymes, voir Falkner (homonymie).
Le phare de l'île Falkner ou phare de l'île Faulkner est un phare du Connecticut, aux États-Unis, situé sur l'île Falkner au large de Guilford dans le Long Island Sound, comté de New Haven.
Ce phare est inscrit au Registre national des lieux historiques depuis le 24 mai 1990 sous le n° 89001467  .

## Histoire
Le phare fut construit en 1802 sur l'île Falkner en 1802. Il a été commandé par le président Thomas Jefferson en 1802 et a été construit et achevé par Abisha Woodward (en).
Le phare a eu trois maisons de gardien : la maison d'origine de 1802 a été reconstruite en 1851 puis à nouveau en 1871. La maison du gardien de 1871 a survécu jusqu'en 1976, date à laquelle elle a été détruite par un incendie
En 1856, son éclairage fut amélioré par le passage d'une simple lampe à une lentille de Fresnel. Il fut automatisé en 1978 et produit un éclat blanc toutes les dix secondes.
Un groupe de bénévoles, la Brigade légère de Faulkner, a entrepris la restauration et la préservation du phare depuis 1991, achevant les derniers travaux de restauration majeurs en mars 2011. L'accès à l'île Falkner et au phare est restreint pendant la saison de nidification des sternes fauves à partir de mai à août chaque année. L'île est une réserve faunique, la Stewart B. McKinney National Wildlife Refuge (en) créée en 1972.

## Caractéristiques dufeu maritime
Fréquence : 10 secondes (W)
- Lumière : 1 seconde
- Obscurité : 9 secondes

Identifiant : ARLHS : USA-282 ; USCG :  1-21170 ; Admiralty : J0762 .

## Galerie

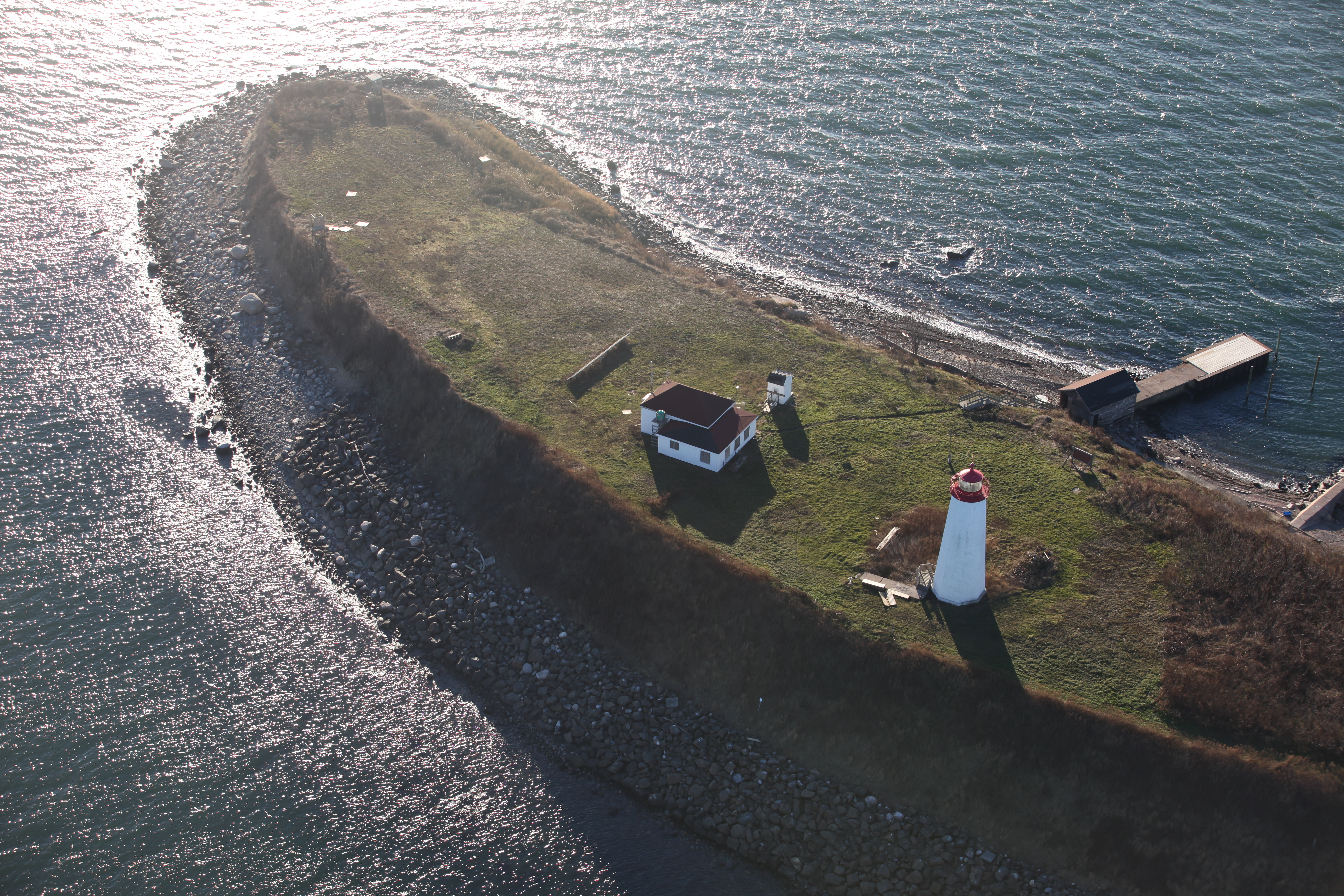
Le phare (vue aérienne)
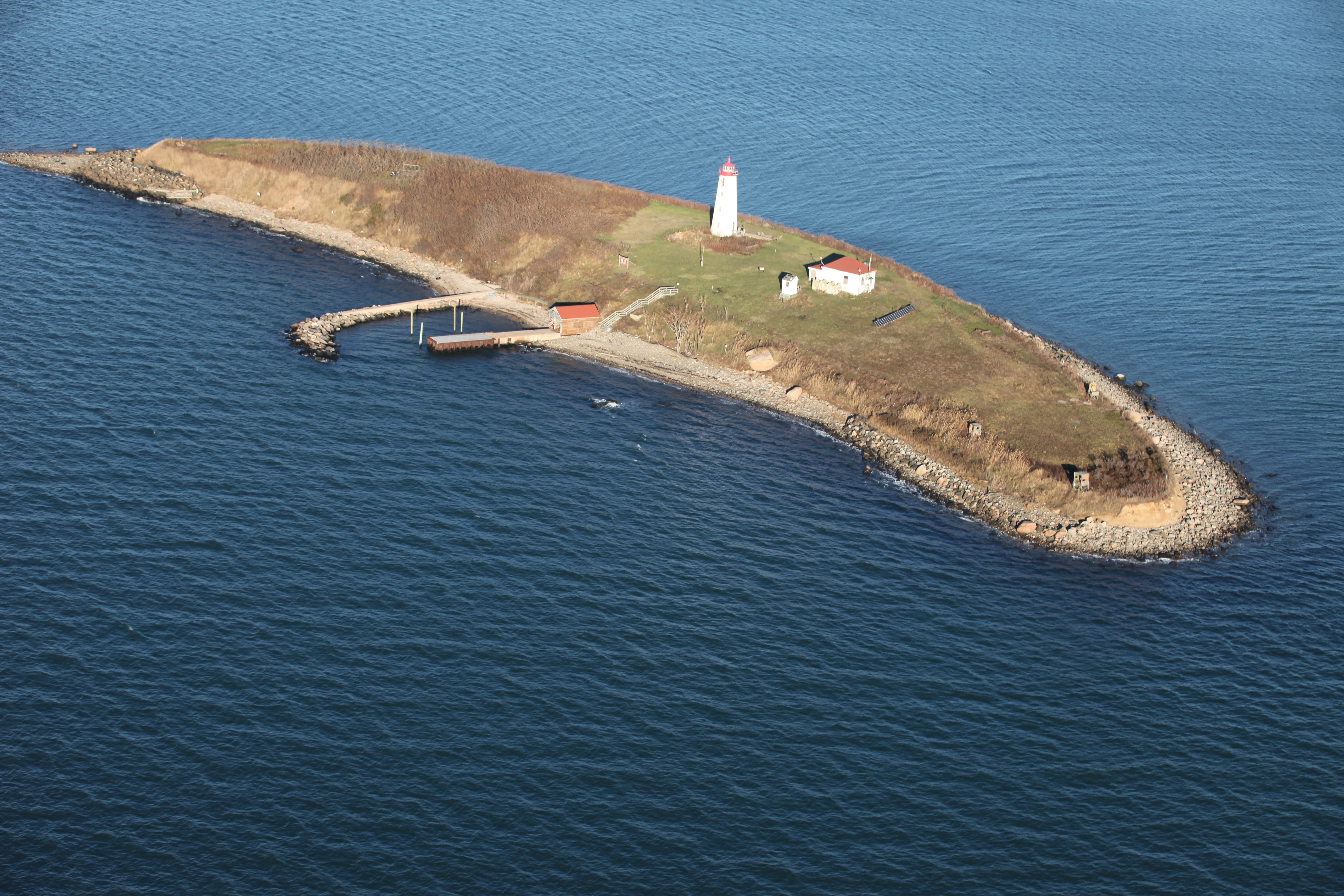
Île Falkner
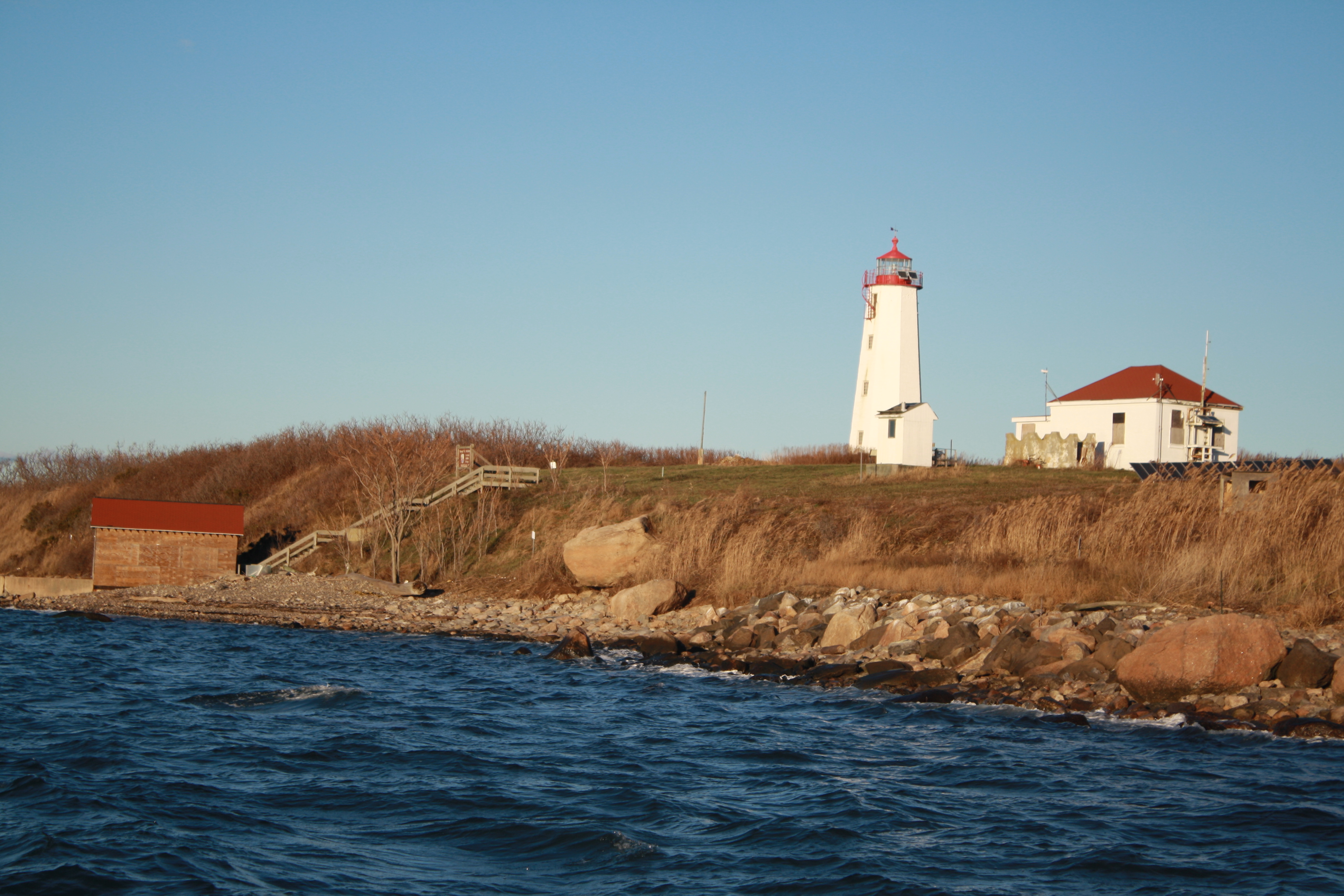
Le phare